# 高地優吾
高地優吾（日语：／ Kochi Yugo，因本人意願 年齡非公開3月8日—），日本傑尼斯事務所偶像及男藝人，是旗下組合「SixTONES」的成員，於2020年1月22日正式發行單曲出道。

## 簡歴
- 2009年參加日本電視台節目「校園革命!」所舉辦的徵選，於1300多人的選手中脫穎而出，於2009年5月24日加入傑尼斯事務所。
- 同年6月4日，與中山優馬、中島健人、菊池風磨、松村北斗組成中山優馬 with B.I.Shadow。並於三日後的Jr.演唱會中宣布與山田涼介、知念侑李共7人組成期間限定團體NYC boys，作為2009年女子排球世界盃的特別應援組合。
- 2009年7月15日，中山優馬 with B.I.Shadow作為NYC boys的一員，發行雙A面單曲『惡魔的戀愛/NYC』CD出道。並於本年以NYC Boys的一員出演第60回NHK紅白歌會。
- 2011年9月29日，B.I.Shadow的成員中島健人和菊池風磨作為Sexy Zone的一員正式出道，B.I.Shadow解散。
- 2012年4月14日出演電視劇私立馬鹿蘭高校的神保誠一角，並與劇中出演的Jr.六人松村北斗、森本慎太郎、京本大我、田中樹、傑西組成通稱「馬鹿蘭組」的組合，於當年的Jr.演唱會『Johnny's Jr. Johnny's Dome Theatre ～SUMMARY～』出演。
- 2015年5月1日於舞台劇『傑尼斯銀座2015』宣布「馬鹿蘭組」的6人以新的組合名稱SixTONES正式結成。
- 2019年8月8日於演唱會『ジャニーズJr.8・8祭り〜東京ドームから始まる〜』中宣布SixTONES與Snow Man於2020年同時CD出道。
- 2020年1月22日做為SixTONES的一員正式CD出道。
- 2024年3月8日起年齡非公開，在FAMILY CLUB官網和Sony Music SixTONES官網的成員資料中，出生年份(1994)被刪除，並添加了註釋：“*根據本人的要求，年齡已成為非公開。”[3]

## 參與組合

### B.I.Shadow
（2009年5月 – 6月）
- 於2008年秋天，由日本電視台日劇「改造老師大作戰」中的高畑岬、中島健人及菊池風磨組成，2009年3月及5月分別加入松村北斗及髙地優吾。

### 中山優馬 w/ B.I.Shadow
（2009年6月）
- 由當時為關西小傑尼斯的中山優馬及B.I.Shadow組合而成
- 於2009年推出第一首單曲「惡魔之戀」是中山優馬主演的富士電視台劇集「吸血鬼男孩」的主題曲。

### NYC boys
（2009年6月 – 2010年1月）
- 由Hey! Say! JUMP的山田涼介、知念侑李及中山優馬w/B.I.Shadow四人所組成的期間限定組合。
- 於第60回NHK紅白歌合戰上宣佈轉為正式組合，後來隨著由山田涼介、知念侑李及中山優馬三人組成NYC而變成附屬的子組合。
- 雖然沒有公布，但在2011年中島健人及菊池風磨另組成Sexy Zone後，在沒了兩名成員之下，無論是B.I.Shadow或NYC boys實際上已經解散。

### SixTONES
（2015年5月 - ）
- 2015年5月1日，在舞台劇「傑尼斯銀座2015」上，公佈與深夜劇私立馬鹿蘭高校的另外五位參演者傑西、松村北斗、森本慎太郎、京本大我及田中樹組成新組合「SixTONES」。[4]

## 演出

### 電視劇
- 私立馬鹿蘭高校（日本電視台、2012年4月14日 - 6月30日） 飾 神保誠[5]
- 新春Wide時代劇「影武者德川家康」（東京電視台、2014年1月2日）飾 豊臣秀頼[6]
- 黑色止血鉗 第3集（TBS電視台、2018年4月22日）飾 田村隼人
- 世界奇妙物語`18 秋之特別篇（富士電視台、2018年11月10日）飾 宗德
- 家政夫三田園 第4季 第3集（朝日電視台、2020年5月8日）飾 國木田洋平
- 巴別九朔（日本電視台、2020年10月19日 - 12月21日）飾 後藤進
- 特搜9 第5季 第3集（朝日電視台、2022年4月20日）飾 白羽行人
- 武藏的圓舞曲（朝日電視台、2025年4月19日 - ）飾 武蔵原文太

### 電影
劇場版 私立馬鹿蘭高校（2012年10月13日、SHOWGATE） 飾 神保誠

### 舞台劇
- ABC座 星劇場（2012年2月4日 - 29日、日生劇場）
- Live House ジャニーズ銀座 noon boyz + ジャニーズJr.≪Part1≫（2013年4月29日・30日・5月11日・25日・31日、シアタークリエ）
- Live House ジャニーズ銀座 松島聡／マリウス葉 + Sexy Boyz + ジャニーズJr.≪Part1≫（2013年5月12日・26日、シアタークリエ）
- ANOTHER（2013年9月4日 - 28日、日生劇場）
- Live House 傑尼斯銀座 [傑尼斯Jr.Part1]（2014年5月9日 - 11日・28日・29日、シアタークリエ）
- 傑尼斯銀座 2015（2015年4月30日・5月1日・3日・4日、シアタークリエ）
- 仲夏夜之夢（2022年9月6日 - 28日、日生劇場）飾 拉山德

### 音楽節目
- 少年俱樂部（NHK BS Premium）

### 綜藝節目
- 校園革命（2009年4月 - 、日本電視台）
- ヤンヤンJUMP（東京電視台、2011年4月16日 - 2013年1月20日）
- ガムシャラ!（朝日電視台、2014年5月31日-）

### 演唱會
- Johnny's Dome Theatre ～SUMMARY2012～（2012年9月8日 - 9日、東京Dome City Hall）
- Fresh Johnny's Jr. IN 横濱Arena（2012年12月16日、横濱體育館）
- Live House 傑尼斯銀座（2013年4月29日、4月30日、5月11日、5月25日、5月31日、Theatre Creation）
- Live House 傑尼斯銀座 [Johnny Jr.Part1]（2014年5月9日 - 11日、5月28、29日、Theatre Creation）
- ガムシャラ J's Party !! Vol.4（2014年5月13日 - 14日、EX Theatre六本木）
- ガムシャラ J's Party !! Vol.6（2014年12月17日、EX Theatr六本木）
- ガムシャラ J's Party ‼︎ Vol.7（2015年1月23日 - 1月26日、EX Theatre六本木）
- 傑尼斯銀座 2015（2015年4月30日、5月1日、3日、4日、Theatre Creation）
- ガムシャラ! Summer station [Team羅]（7月25日、27日、29日、31日、8月7日、11日、12日、14日、EX Theatre六本木）

## 外部連結
- Johnny's net （页面存档备份，存于）（日語）
- 傑尼斯事務所官網>SixTONES專頁 （页面存档备份，存于）
- SixTONES Official website（日語）
- 高地優吾在互联网电影资料库（IMDb）上的資料（英文）